# Viacha
Viacha è un comune (municipio in spagnolo) della Bolivia, capoluogo della provincia di Ingavi (dipartimento di La Paz) con 54 717 abitanti (dato 2010).
La città è collegata alla capitale La Paz, che dista 22 km, da una strada asfaltata e da una linea ferroviaria non più funzionante dal 2000.
Il clima di Viacha è freddo e secco durante la maggior parte dell'anno e la stagione della pioggia è tra dicembre e febbraio.
L'economia cittadina si regge su piccole fabbriche, tra cui la più importante produce cemento, e sulla coltivazione di patate.

## Cantoni
Il comune è suddiviso in 7 cantoni (popolazione 2001):
- Chacoma Irpa Grande - 1 247 abitanti
- General José Ballivian - 452 abitanti
- Ichuraya Grande - 332 abitanti
- Irpuma Irpa Grande - 1 078 abitanti
- Viacha - 46 596 abitanti
- Villa Remedios - 1 449 abitanti
- Villa Santiago de Chacoma - 438 abitanti